# Henrik Dahlgren
Henrik Dahlgren, född 28 december 1991 i Stockholm, är en prisvinnande svensk kompositör som har samarbetat med många svenska och internationella ensembler och körer. Han har fått sina verk uppförda av ensembler så som Svanholm Singers, Helsingborgs Symfoniorkester, US Airforce Academy Band & Pro Coro Canada. Dahlgrens musik har framförts vid många stora internationella musikinstitutioner så som Nationella centret för scenkonst i Peking, Konserthuset i Taipei, Tchaikovsky Concert Hall i Moskva och National Portrait Gallery i London.

## Biografi[1]
Henrik Dahlgren är en svensk kompositör, född 1991. Han har studerat vid musikhögskolan i Malmö för Prof. Rolf Martinsson, vid Royal College Of Music i London för Dr. Haris Kittos samt vid University of Aberdeen för de mycket välrenommerade körtonsättarna Paul Mealor och Phillip Cooke. Henrik startade sin musikaliska karriär som trummis och har sedan dess arbetat brett med olika stilar och genrer, både som musiker och kompositör. Henrik är en ofta anlitad kompositör/arrangör som huvudsakligen jobbar med körmusik och han har bl.a. arbetat med ensembler som Svanholm Singers, Vocal Art Ensemble of Sweden, USC Thornton Chamber Singers, San Diego Master Chorale, Pro Coro Canada, John Bauer Brass, Helsingborg Symfoniorkester, US Air Force Academy Band och Aberdeen University Chamber Choir. Henrik har bl.a. mottagit stipendier ifrån Crafoordska Stiftelsen, Anna Whitlocks Minnesfond och Kungliga Musikaliska Akademien och fick 2014 stipendium ifrån både Körcentrum Syd och Johannes Johanssons Donation för att skriva verket "We Fight Goliath" för kör och slagverk. 2018 mottog Henrik även Lunds kulturstipendium och i februari 2020 var han composer-in-residence vid Banff Centre for Arts and Creativity i Kanada där han arbetade tillsammans med Michael Zaugg, Lone Larsen och den professionella kören Pro Coro Canada. Henrik mottog år 2021 1:a pris i Bo Ejeby Förlags kompositionstävling på temat "Tidens smala näs" och hans musik är sedan flera år tillbaka utgiven av Gehrmans Musikförlag och Bo Ejeby Förlag.

## Priser och utmärkelser
- 2014 - Stipendium från Johannes Johanssons donation för skapandet av verket "We Fight Goliath"
- 2014 - Körcentrum Syds stipendium för ny körmusik
- 2016 - Utbildningsstipendium från Kungliga musikaliska akademien
- 2016 - Crafoordska stiftelsens stipendium för utlandsstudier
- 2018 - Lunds kulturstipendium[3]
- 2019 - Utbildningsstipendium från Anna Whitlocks minnesfond
- 2020 - Stipendium från STIM
- 2020 - Svenska Kyrkans Kulturstipendium[4]
- 2020 - "Composer in residence" vid BANFF Centre for Arts and Creativity i Banff, Kanada[5]
- 2020 - "Composer in residence" vid Visby International Centre for Composers
- 2021 -  Vinnare av 1:a pris i Bo Ejeby Förlags kompositionstävling på temat "Tidens smala näs"